# Tomašica (Prijedor)
Pour les articles homonymes, voir Tomašica.
Tomašica (en serbe cyrillique : Томашица) est un village de Bosnie-Herzégovine. Il est situé sur le territoire de la ville de Prijedor et dans la république serbe de Bosnie. Selon les premiers résultats du recensement bosnien de 2013, il compte 536 habitants.

## Géographie
Le village est situé au sud du lac de Saničani, à la confluence la Zazida et de la Stupnica et à proximité de la confluence de la Tomašica et de la Stupnica.

## Démographie

### Évolution historique de la population dans la localité
| 1948 | 1953 | 1961  | 1971  | 1981  | 1991 | 2013 |
| ---- | ---- | ----- | ----- | ----- | ---- | ---- |
| -    | -    | 1 256 | 1 313 | 1 111 | 908  | 536  |

|  |